# Біваран
Біваран (перс. بيوران) — село в Ірані, у дегестані Ак-Кагріз, у бахші Новбаран, шагрестані Саве остану Марказі. За даними перепису 2006 року, його населення становило 309 осіб, що проживали у складі 104 сімей.

## Клімат
Середня річна температура становить 12,25 °C, середня максимальна – 31,33 °C, а середня мінімальна – -9,20 °C. Середня річна кількість опадів – 251 мм.
| Клімат поселення                              | Клімат поселення | Клімат поселення | Клімат поселення | Клімат поселення | Клімат поселення | Клімат поселення | Клімат поселення | Клімат поселення | Клімат поселення | Клімат поселення | Клімат поселення | Клімат поселення | Клімат поселення |
| Показник                                      | Січ.             | Лют.             | Бер.             | Квіт.            | Трав.            | Черв.            | Лип.             | Серп.            | Вер.             | Жовт.            | Лист.            | Груд.            |                  |
| Середній максимум, °C                         | 7,18             | 8,52             | 13,28            | 19,41            | 24,14            | 29,84            | 31,33            | 30,40            | 26,12            | 20,51            | 13,92            | 7,79             |                  |
| Середня температура, °C                       | −1,02            | 0,32             | 5,08             | 11,21            | 15,94            | 21,64            | 25,27            | 24,35            | 20,07            | 14,46            | 7,87             | 1,73             |                  |
| Середній мінімум, °C                          | −9,2             | −7,87            | −3,12            | 3,02             | 7,74             | 13,45            | 19,24            | 18,30            | 14,01            | 8,41             | 1,81             | −4,32            |                  |
| Норма опадів, мм                              | 34               | 34               | 46               | 37               | 29               | 4                | 1                | 1                | 0                | 11               | 21               | 33               |                  |
| Середньомісячна швидкість вітру, м/с          | 1.86             | 2.14             | 3.02             | 3.23             | 2.63             | 2.54             | 2.58             | 2.44             | 2.26             | 2.18             | 1.89             | 1.61             |                  |
| Середньомісячна сонячна радіація, кДж/м²·день | 8717             | 11691            | 14334            | 17898            | 22043            | 26348            | 25956            | 23607            | 20178            | 14711            | 10678            | 8566             |                  |
| --------------------------------------------- | ---------------- | ---------------- | ---------------- | ---------------- | ---------------- | ---------------- | ---------------- | ---------------- | ---------------- | ---------------- | ---------------- | ---------------- | ---------------- |
| Джерело:                                      |                  |                  |                  |                  |                  |                  |                  |                  |                  |                  |                  |                  |                  |